# Wanna Be Startin’ Somethin’
Wanna Be Startin’ Somethin’ ist ein Lied von Michael Jackson, das von ihm geschrieben wurde und auf dem Album Thriller im Jahr 1982 erschien. Der Song verkaufte sich alleine in den USA mehr als eine Million Mal.

## Entstehung
Wanna Be Startin’ Somethin’ wurde als Single weltweit am 8. Mai 1983 veröffentlicht. Produziert wurde es von Jackson und Quincy Jones.
Ursprünglich wurde es für La Toya Jackson geschrieben, doch aufgrund der Wirkung des Liedes entschied sich Michael Jackson, den Song selbst zu singen. Die Aufnahme fand im Herbst 1982 statt. Der Song wurde auf vielen Kompilationsalben von Jackson veröffentlicht wie z. B. HIStory – Past, Present and Future Book I oder This Is It. Der Song sollte als erstes Lied der This-Is-It-Tour gespielt werden.

## Komposition
Im Allgemeinen gilt der Song als ein Disco- oder Post-Discosong, der Ähnlichkeiten mit dem Material vom Album Off the Wall hat und dessen Rhythmus-Pattern von Michael Jackson selbst arrangiert wurden. Das Slant-Magazin beschrieb den Song als ein „kompliziertes Gewebe aus kollidierenden Hooks und Pop-Referenzen“ („a complicated tapestry of colliding hooks and pop references“). Die Zeile „Too high to get over, too low to get under“ ähnelt dem Intro des Funkadelic-Klassikers One Nation Under a Groove aus dem Jahr 1978.
Die Stelle mit dem Klatschen und dem Refrain „Ma ma se, ma ma sa, ma ma coo sa“ stammt von dem Manu-Dibango-Klassiker Soul Makossa aus dem Jahr 1972. Sie wurde auch für Rihannas Don’t Stop the Music verwendet. 2007 fragte diese anstatt Dibango Jackson um Erlaubnis, die Stelle zu sampeln, Jackson verschwieg ihr, dass er nicht der Urheber der Passage war. Sowohl Rihanna als auch Jackson wurden von Dibango wegen Urheberrechtsverletzungen verklagt.

## Rezeption
Wanna Be Startin’ Somethin’ erhielt in der Regel positive Kritiken. Der Rolling Stone schrieb: „Wanna Be Startin’ Somethin’ aus Thriller ist ein sehr kämpferischer Titel“, der Kritiker Christopher Conelly wies darauf hin, dass in der „hyperaktiven Wirkung des Liedes“ Jacksons Emotionen so roh seien und da fast alles außer Kontrolle geraten sei. Er fügte hinzu, dass die Melodie sich aufregend anhöre und der Hit sich live als unberechenbar erweise. 1984 wurde der Klassiker für die Grammy Awards nominiert, aber verlor gegen Billie Jean vom gleichen Album.

## Besetzung
- Synthesizer: Greg Phillinganes, Michael Boddicker, Bill Wolfer
- Gitarre. David Williams
- Bass: Louis Johnson
- Perkussion: Paulinho Da Costa
- Trompete, Flügelhorn: Jerry Hey, Gary Grant
- Saxophon, Flöte: Larry Williams
- Posaune: Bill Reichenbach
- Background Vocals: Julia Waters, Maxine Waters, Oren Waters, James Ingram, Michael Jackson, Bunny Hull, Becky Lopez

## Kommerzieller Erfolg

### Chartplatzierungen
| ChartsChartplatzierungen       | Höchstplatzierung | Wochen |
| ------------------------------ | ----------------- | ------ |
| Deutschland (GfK)              | 16 (11 Wo.)       | 11     |
| Vereinigte Staaten (Billboard) | 5 (15 Wo.)        | 15     |
| Vereinigtes Königreich (OCC)   | 8 (12 Wo.)        | 12     |

### Auszeichnungen für Musikverkäufe
| Land/Region                  | Auszeichnungen für Musikverkäufe (Land/Region, Auszeichnung, Verkäufe) | Verkäufe  |
| ---------------------------- | ---------------------------------------------------------------------- | --------- |
| Kanada (MC)                  | Platin                                                                 | 80.000    |
| Neuseeland (RMNZ)            | Gold                                                                   | 15.000    |
| Vereinigte Staaten (RIAA)    | Platin                                                                 | 1.000.000 |
| Vereinigtes Königreich (BPI) | Gold                                                                   | 400.000   |
| Insgesamt                    | 2× Gold · 2× Platin ·                                                  | 1.495.000 |

Hauptartikel: Michael Jackson/Auszeichnungen für Musikverkäufe

## Wanna Be Startin’ Somethin’ 2008
Für die 25-jährigen Jubiläumsausgabe des Albums Thriller nahm Jackson Wanna Be Startin’ Somethin’ zusammen mit Akon neu auf. Diese Version erschien im März 2008 als Single.

### Charts und Chartplatzierungen
| ChartsChartplatzierungen       | Höchstplatzierung | Wochen |
| ------------------------------ | ----------------- | ------ |
| Deutschland (GfK)              | 63 (11 Wo.)       | 11     |
| Schweiz (IFPI)                 | 30 (10 Wo.)       | 10     |
| Vereinigte Staaten (Billboard) | 81 (3 Wo.)        | 3      |
| Vereinigtes Königreich (OCC)   | 69 (4 Wo.)        | 4      |

### Auszeichnungen für Musikverkäufe
| Land/Region       | Auszeichnungen für Musikverkäufe (Land/Region, Auszeichnung, Verkäufe) | Verkäufe |
| ----------------- | ---------------------------------------------------------------------- | -------- |
| Australien (ARIA) | Gold                                                                   | 35.000   |
| Insgesamt         | 1× Gold ·                                                              | 35.000   |

Hauptartikel: Michael Jackson/Auszeichnungen für Musikverkäufe

## Coverversionen
- 1984: Jane Fonda
- 1992: Jennifer Batten
- 1992: La Toya Jackson
- 2007: Rihanna (Don’t Stop the Music)
- 2009: Madonna
- 2012: Glee